# 绍农根
绍农根是德国巴伐利亚州的一个市镇。总面积81.03平方公里，总人口7806人，其中男性3924人，女性3882人（2011年12月31日），人口密度96人/平方公里。